# Björsberg
Björsberg är en småort i Falu kommun i Dalarnas län belägen norr om Bjursås i Bjursås socken.